# Domenico Arcaroli
Domenico Arcaroli (Vico del Gargano, 25 dicembre 1731 – Vico del Gargano, 15 luglio 1826) è stato un arcivescovo cattolico italiano.

## Biografia
Nato a Vico del Gargano il 25 dicembre 1731, fu ordinato sacerdote l'8 maggio 1755 presso il seminario arcivescovile di Manfredonia. Ottenne la laurea in diritto canonico e giurisprudenza. Fu accademico dell'Accademia degli Eccitati viciesi.
Papa Pio VI lo nominò vescovo di Lavello il 29 gennaio 1776 e, dopo 16 anni, il 26 marzo 1792, lo trasferì a Vieste, dove si insediò il 29 aprile.
Nel 1798 celebrò il sinodo diocesano; nel 1811 istituì la parrocchia di Santa Croce.
Fu insignito del titolo di cavaliere dell'Ordine reale delle Due Sicilie. Ricevette dal papa Pio VII il titolo onorifico di arcivescovo titolare di Bosra.
Nel 1817 rinunziò al governo pastorale della diocesi e si ritirò a Vico del Gargano, dove morì il 15 luglio 1826 all'età di 94 anni, 5 mesi e 27 giorni, come si legge sulla lapide posta nella cappella del Sacramento della chiesa del Purgatorio di Vico del Gargano.

## Genealogia episcopale
La genealogia episcopale è:
- Cardinale Scipione Rebiba
- Cardinale Giulio Antonio Santori
- Cardinale Girolamo Bernerio, O.P.
- Arcivescovo Galeazzo Sanvitale
- Cardinale Ludovico Ludovisi
- Cardinale Luigi Caetani
- Cardinale Ulderico Carpegna
- Cardinale Paluzzo Paluzzi Altieri degli Albertoni
- Papa Benedetto XIII
- Papa Benedetto XIV
- Papa Clemente XIII
- Cardinale Francesco Saverio de Zelada
- Arcivescovo Domenico Arcaroli